# Маридуэнья, Шоло
Рома́рио Шо́ло Маридуэ́нья (исп. Romário Xolo Maridueña, испанский: [roˈmaɾjo ˈʃolo maɾiˈðweɲa]; род. 9 июня 2001 года, Лос-Анджелес, Калифорния, США) — американский актёр и певец, наиболее известный по ролям Мигеля Диаса в сериале «Кобра Кай» (2017—2025) и Хайме Рейеса / Синего Жука в фильме DC «Синий Жук» (2023).
Его работы в сериалах «Кобра Кай» и «Родители», а также в фильме «Синий Жук» принесли ему премию «Молодой актёр» и две премии «Сатурн». В 2023 году Маридуэнья дебютировал как музыкант, выпустив сингл «On My Way», а в 2024 году представил мини-альбом The Scarab Tapes.

## Ранние годы
Маридуэнья родился 9 июня 2001 года в Лос-Анджелесе, Калифорния. Его мать, Кармелита Рамирес-Санчес, работает радиоведущей и руководит арт-центром в Лос-Анджелесе. Отец, Омар Г. Рамирес, известный художник чикано. Есть младшая сестра Ошун Рамирес, которая также является актрисой. Маридуэнья имеет мексиканские, эквадорские и кубинские корни.
Посещал частную католическую школу для мальчиков Cathedral High School. После окончания школы поступил в Pasadena City College, где изучал сценарное мастерство, совмещая учёбу со съёмками в сериале «Кобра Кай».

## Карьера
Актёрская карьера Маридуэньи началась в возрасте девяти лет, когда он начал сниматься в различных рекламных роликах. Его первой работой на телевидении стала роль Виктора Грэма в телесериале «Родители» в 2012 году. Эта роль принесла ему премию «Молодой актёр» в номинации «Лучший молодой актёрский ансамбль в телесериале».

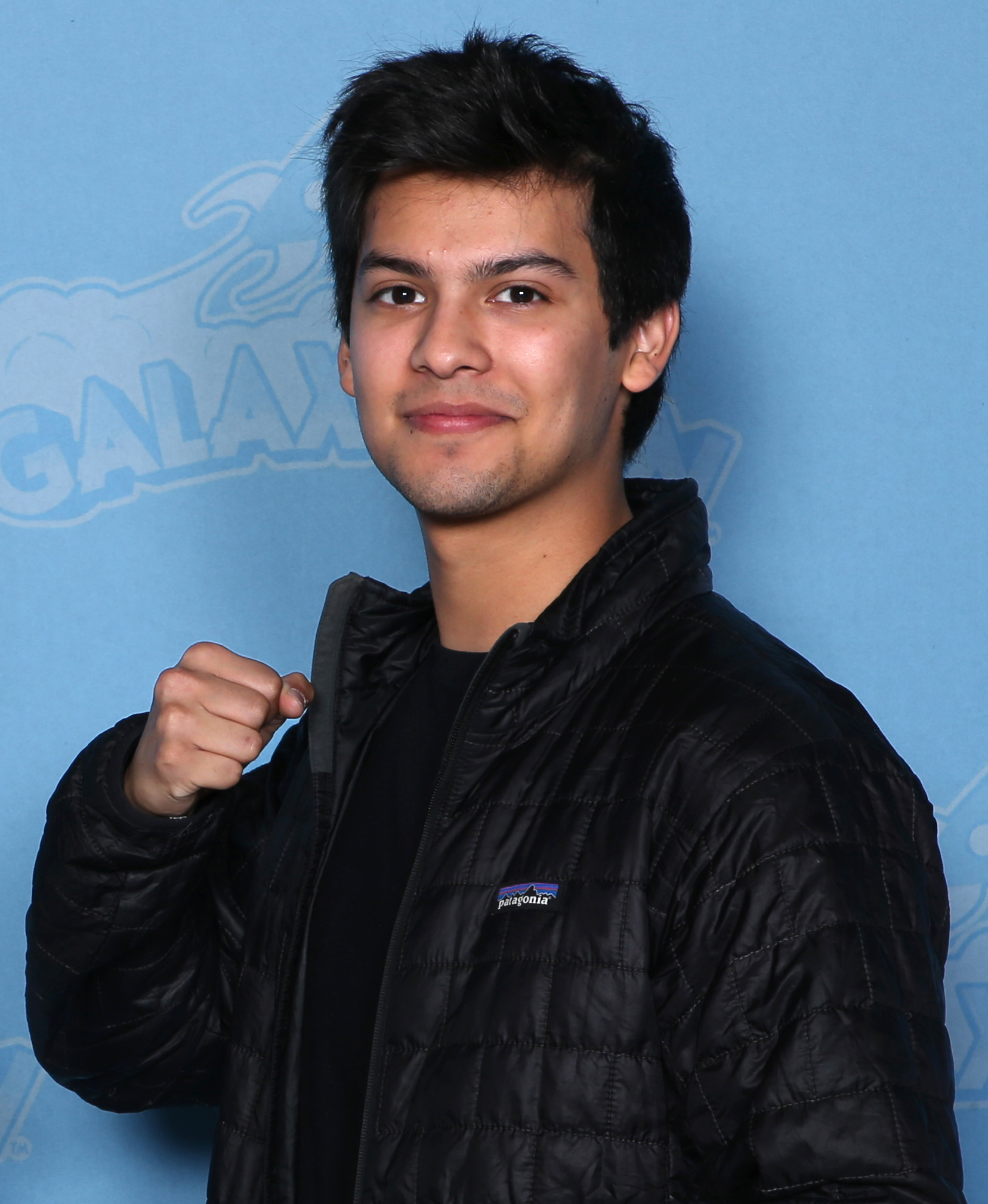
Маридуэнья на GalaxyCon в 2019 году

В 2017 году Маридуэнья получил роль Мигеля Диаса в сериале «Кобра Кай», основанном на фильме 1984 года «Парень-каратист». Премьера сериала состоялась 24 апреля 2018 года в Нью-Йорке на кинофестивале «Трайбека». Сериал, изначально запущенный как оригинальный проект YouTube Red, стал популярным и продолжил выходить на Netflix. Сериал завершился в 2025 году после шести сезонов. За роль Мигеля Диаса Маридуэнья получил премию «Сатурн» в категории «Лучшая роль молодого актёра или актрисы в телесериале» в 2025 году, а также премию Kids’ Choice Awards в категории «Любимый телевизионный актёр в семейном шоу».
В августе 2021 года было объявлено, что Маридуэнья сыграет главную роль в новом супергеройском фильме «Синий Жук» по комиксам DC. В США фильм был выпущен 18 августа 2023 года. За роль Хайме Рейеса Маридуэнья получил премию «Сатурн» в категории «Лучшая роль молодого актёра или актрисы в кинофильме» в 2024 году. Критики довольно высоко оценили игру Маридуэнья. Элла Кемп из The Standard отметила, что он «справился с задачей с большим сердцем», подчеркнув его значимость как первого латиноамериканского актера в главной роли супергеройского фильма. Роберт Дэниелс из RogerEbert.com назвал Маридуэнья «обаятельным». Марк Кермод из The Guardian охарактеризовал его как «идеально подобранного» для роли Хайме Рейеса. Журнал Empire подчеркнул легкость, с которой Маридуэнья воплотил образ мексикано-американского юноши, получившего сверхсилы.
18 августа 2023 года Маридуэнья дебютировал как музыкант, выпустив свой дебютный сингл «On My Way» совместно с певицей Адрианой Падилья. 1 ноября 2024 года был выпущен его дебютный мини-альбом The Scarab Tapes.
В 2024 году Маридуэнья также озвучил персонажа Мел-Варр в мультсериале «Лунная девочка и ДиноДьявол». В 2025 году он принял участие в озвучивании анимационных сериалов «Дни Сакамото» и «Неуязвимый», а также мультфильма «Смурфики в кино».
В декабре 2023 года стало известно, что Маридуэнья присоединился к актёрскому составу предстоящего фильма «Killing Castro», где он снимется вместе с Аль Пачино и Диего Бонетой. Картина расскажет о судьбоносном визите Фиделя Кастро в Гарлем в 1960 году.
В 2024 году Маридуэнья подтвердил, что вернётся к роли Хайме Рейеса, озвучивая своего персонажа в предстоящем анимационном сериале про Синего Жука, основанного на фильме. Премьера сериала ожидается в 2026 году.
В июле 2025 года было объявлено, что Маридуэнья присоединился к актёрскому составу фильма «Практическая магия 2», продолжению фильма «Практическая магия» 1998 года. Премьера фильма запланирована на 18 сентября 2026 года.

## Личная жизнь
Исповедует политеистическую религию Ифа.
С 2019 года состоял в отношениях с партнёршей по сериалу «Кобра Кай» Ханной Кеппл. В 2021 году пара рассталась.
В настоящее время проживает в Бруклине, Нью-Йорк.

## Фильмография

### Кино
| Год  |     | Русское название       | Оригинальное название | Роль                    |
| ---- | --- | ---------------------- | --------------------- | ----------------------- |
| 2013 | ф   | Дела с идиотами        | Dealin' with Idiots   | Мэнни                   |
| 2016 | ф   | —                      | Furst Born            | Шон                     |
| 2020 | кор | Спокойной ночи Америка | Goodnight America     | Стив                    |
| 2023 | ф   | Синий Жук              | Blue Beetle           | Хайме Рейес / Синий Жук |
| 2025 | мф  | Смурфики в кино        | Smurfs                |                         |
| 2025 | ф   | —                      | Code 3                | Руки                    |
| 2025 | ф   | —                      | Dog Years             | Алехандро               |
| 2026 | ф   | —                      | Practical Magic 2     |                         |
|      | ф   | —                      | Killing Castro        |                         |

### Телевидение
| Год       |    | Русское название            | Оригинальное название         | Роль                 |
| --------- | -- | --------------------------- | ----------------------------- | -------------------- |
| 2012—2015 | с  | Родители                    | Parenthood                    | Виктор Грэм          |
| 2013      | с  | Особо тяжкие преступления   | Major Crimes                  | Стефан Камачо        |
| 2016      | мс | Мэк и Мокси                 | Mack & Moxy                   | Trooper Xolo         |
| 2016      | с  | Час пик                     | Rush Hour                     | Айзайя               |
| 2017      | с  | Твин Пикс                   | Twin Peaks: The Return        | мальчик (1956)       |
| 2019—2020 | мс | Виктор и Валентино          | Victor and Valentino          | Андрес / Андреа      |
| 2020      | мс | Форсаж: Шпионы-гонщики      | Fast & Furious Spy Racers     | Лукас                |
| 2020—2021 | мс | Клеопатра в космосе         | Cleopatra in Space            | Зейд                 |
| 2018—2025 | с  | Кобра Кай                   | Cobra Kai                     | Мигель Диас          |
| 2022      | мс | Пацаны: Осатанелые          | The Boys Presents: Diabolical | Аква Агуа            |
| 2024      | мс | Лунная девочка и ДиноДьявол | Moon Girl and Devil Dinosaur  | Мел-Варр             |
| 2025      | мс | Неуязвимый                  | Invincible                    | Дропкик / Файтмастер |
| 2025      | мс | Дни Сакамото                | Sakamoto Days                 | Хейсуке Масимо       |
|           | с  | —                           | Nova                          |                      |

### Компьютерные игры
| Год  | Название                  | Персонаж    | Прим.   |
| ---- | ------------------------- | ----------- | ------- |
| 2022 | Cobra Kai 2: Dojos Rising | Мигель Диас | озвучка |

## Дискография

### Студийные альбомы
- The Scarab Tapes (2024)

### Синглы
- On My Way (совместно с Адрианой Падилья) (2023)
- F**K YOU HEARD (2024)

## Награды и номинации
Полный список наград и номинаций на IMDb.
| Награда                      | Год  | Категория                                              | Работа    | Результат |
| ---------------------------- | ---- | ------------------------------------------------------ | --------- | --------- |
| Teen Choice Awards           | 2018 | Choice Summer: Актёр                                   | Кобра Кай | Номинация |
| Премия «Молодой актёр»       | 2014 | Лучший молодой актёрский ансамбль в телесериале        | Родители  | Победа    |
| Премия «Молодой актёр»       | 2014 | Лучший молодой актёр второго плана в телесериале       | Родители  | Номинация |
| Премия «Молодой актёр»       | 2019 | Лучший молодой актёр в стриминговом сериале или фильме | Кобра Кай | Номинация |
| Суперпремия «Выбор критиков» | 2024 | Лучший киноактёр в фильме о супергероях                | Синий жук | Номинация |
| Премия «Сатурн»              | 2024 | Лучшая роль молодого актёра или актрисы в кинофильме   | Синий жук | Победа    |
| Премия «Сатурн»              | 2025 | Лучшая роль молодого актёра или актрисы в телесериале  | Кобра Кай | Победа    |
| Kids’ Choice Awards          | 2025 | Любимый телевизионный актёр в семейном шоу             | Кобра Кай | Победа    |